# Fabio Taborre
Fabio Taborre, né le 5 juin 1985 à Pescara, dans les Abruzzes, et mort le 12 septembre 2021 dans la même ville, est un coureur cycliste italien.

## Biographie
Professionnel de 2009 à 2015, Fabio Taborre est passé par plusieurs équipes italiennes de deuxième niveau, à savoir Serramenti PVC Diquigiovanni-Androni Giocattoli, Acqua & Sapone et Vini Fantini-Selle Italia. Il remporte notamment le  Grand Prix de la ville de Camaiore et Mémorial Marco Pantani en 2011 et une étape du Tour d'Autriche en 2012. Il participe au Tour d'Italie à deux reprises en 2011 et 2013.
Il est suspendu provisoirement par l'UCI à partir du 27 juillet 2015 pour un contrôle positif au FG-4592, un produit favorisant la production d'EPO par le corps humain, hors-compétition datant du 16 juin 2015 avant d'être retiré de l'effectif le 21 août 2015. Ce contrôle positif, le deuxième en un mois au sein de l'équipe Androni Giocattoli-Sidermec, suspend l'équipe de toute compétition en août 2015. Taborre, pour sa défense, invoque un sabotage et prétend « avoir été piégé ». Le 25 mai 2016, Le Tribunal Antidopage prononce une suspension de 4 ans à son encontre, jusqu'à fin 2019.
En novembre 2017, il est arrêté à Montesilvano par la police de Pescara pour une affaire de vol de voiture et une autre de vol aggravé dans une habitation.
Il meurt le 12 septembre 2021 des suites d'une longue maladie.

## Palmarès et classements mondiaux

### Palmarès amateur
- 2005
  - 2e de la Targa Crocifisso
  - 3e du Trofeo Alta Valle del Tevere
- 2006
  - Coppa San Sabino
  - Memorial Miele Francesco e Manfredonia Luisa
  - 3e du Trofeo Gruppo Meccaniche Luciani
- 2007
  - Trofeo Maria Santissima delle Grazie
  - Gran Premio Chianti Castello Guicciardini
  - Trofeo Cibes
  - Coppa Comune di Castelfranco
  - Gran Premio Pretola
  - 2e du Trophée international Bastianelli
  - 2e de la Targa Crocifisso
  - 3e du Trofeo San Serafino
- 2008
  - Coppa Caduti di Puglia
  - La Ciociarissima
  - Gran Premio Città di Silvi
  - Trofeo Banca Credito Cooperativo del Metauro
  - Gran Premio Valdaso
  - Trofeo SS Addolorata
  - Trofeo Salvatore Morucci
  - Coppa in Fiera San Salvatore
  - 2e de la Coppa Varignana
  - 3e de la Coppa Comune di Castiglion Fiorentino

### Palmarès professionnel
- 2009
  - 2e du Tour de la province de Reggio de Calabre
- 2011
  - Grand Prix de la ville de Camaiore
  - Mémorial Marco Pantani
- 2012
  - 5e étape du Tour d'Autriche
  - 2e du Grand Prix de l'industrie et de l'artisanat de Larciano
  - 3e du Trophée Matteotti

### Résultats sur les grands tours

#### Tour d'Italie
2 participations
- 2011 : 98e
- 2013 : abandon (10e étape)

### Classements mondiaux
| Année           | 2007 | 2008 | 2009 | 2010 | 2011 | 2012 | 2013 | 2014 |
| --------------- | ---- | ---- | ---- | ---- | ---- | ---- | ---- | ---- |
| UCI Europe Tour | 366e | 418e | 256e | 681e | 23e  | 45e  | 505e | 772e |